# (18320) 1981 UJ28
A (18320) 1981 UJ28 a Naprendszer kisbolygóövében található aszteroida. Schelte J. Bus fedezte fel 1981. október 24-én.